# 萊文斯坦距離
莱文斯坦距离（英語：Levenshtein distance）是编辑距离的一种。指两个字串之間，由一个转成另一个所需的最少编辑操作次数。
允许的编辑操作包括：
1. 将一个字符替换成另一个字符
2. 插入一个字符
3. 刪除一个字符

俄羅斯科學家弗拉基米尔·莱文斯坦在1965年提出這個概念。

## 定义
如果分别用 {\displaystyle |a|} 和 {\displaystyle |b|} 表示 {\displaystyle a,b} 两个字符串的长度，那么它们的列文斯坦距离为 {\displaystyle \operatorname {lev} _{a,b}(|a|,|b|)}，它符合：
{\displaystyle \qquad \operatorname {lev} _{a,b}(i,j)={\begin{cases}\max(i,j)&{\text{ if }}\min(i,j)=0,\\\min {\begin{cases}\operatorname {lev} _{a,b}(i-1,j)+1\\\operatorname {lev} _{a,b}(i,j-1)+1\\\operatorname {lev} _{a,b}(i-1,j-1)+1_{(a_{i}\neq b_{j})}\end{cases}}&{\text{ otherwise.}}\end{cases}}}
{\displaystyle 1_{(a_{i}\neq b_{j})}} 是一个指示函数（indicator function），当 {\displaystyle a_{i}=b_{j}} 时，其值为0，其他时候它等于 1 。
{\displaystyle \operatorname {lev} _{a,b}(i,j)}表示 {\displaystyle a} 的前 {\displaystyle i} 个字符与 {\displaystyle b} 的前 {\displaystyle j} 个字符之间的列文斯坦距离。（ {\displaystyle i} 和 {\displaystyle j} 都是从1开始的下标）
注意：min运算中的第一个公式代表（ 从 {\displaystyle a} 中）删除字符（以到达 {\displaystyle b}）；第二个公式代表插入字符；第三个代表替换（取决于当前字符是否相同）

### 例如
將“kitten”一字轉成“sitting”的萊文斯坦距离为3：
1. kitten → sitten （k→s）
2. sitten → sittin （e→i）
3. sittin → sitting （插入g）

## 應用
- DNA分析
- 拼写檢查
- 語音辨識
- 抄襲偵測

## 演算法
動態規劃經常被用來作為這個問題的解決手段之一。
```
int
 LevenshteinDistcance(
string
 str1[1..lenStr1], 
string
 str2[1..lenStr2])
    
int
 d[0..lenStr1, 0..lenStr2]
    
int
 i, j, cost
 
    
for
 i = 0 to lenStr2
       d[i, 0] := i
    
for
 j = 0 to lenStr1
       d[0, j] := j
 
    
for
 i = 1 to lenStr2
        
for
 j = 1 to lenStr1
            
if
 str2[i] = str1[j] 
                cost := 0
            
else
 
                cost := 1
            d[i, j] := min(
                                d[i-1, j  ] + 1,     
// 删除

                                d[i  , j-1] + 1,     
// 插入

                                d[i-1, j-1] + cost   
// 替換

                            )
 
   
return
 d[lenStr1, lenStr2]
```